# Sören Mannheimer
Carl Sören Mannheimer, född 2 februari 1934 i Johannebergs församling i Göteborg, död 12 augusti 2016 i Örgryte distrikt i Göteborg, var en svensk jurist och kommunpolitiker (socialdemokrat).

## Biografi
Han var son till advokaten Love Mannheimer och adjunkten Irma Nordwall, och växte upp vid Gibraltargatan i Göteborg. Släkten Mannheimer kommer från Danmark och har judiskt ursprung. Han läste på Göteborgs högre samskola, och efter militärtjänsten hamnade han på kadettskola. Därefter läste han juridik i Lund, och blev också där ordförande i Lunds studentkår. I Lund träffade han även Carin Mannheimer. De fick sonen Joakim och flyttade till Göteborg, där Sören Mannheimer blev medlem i Tjänstemännens Socialdemokratiska Förening. Att han valde socialdemokratin förklarar han själv med att han läste mycket, och påverkades av Ernst Wigforss, Herbert Tingsten och inte minst av Bertrand Russell. I Göteborg arbetade han som jurist på Mannheimer & Zetterlöfs advokatbyrå, 1961–1970. Dessutom var han fritidspolitiker, med uppdrag i kommunfullmäktige och i styrelsen för arbetarekommunen. År 1970 startade han egen advokatbyrå, men efter två års verksamhet blev han istället förbundsjurist hos Metall.
Mannheimer satt i Göteborgs kommunstyrelse från 1971 till 1988, i fullmäktige från 1971 till 1991 och i partistyrelsen 1969 till 1991. Åren 1982 till 1985 var han kommunalråd med ansvar för bolagssektor och näringspolitik och därefter fram till 1988 finanskommunalråd och kommunstyrelsens ordförande.
Under tjugo år satt Mannheimer i styrelsen för Volvo, och var ungdomsvän med Volvos vd Pehr G. Gyllenhammar. Han var även ordförande i fjärde AP-fonden.
Han var 1957–1977 gift med regissören Carin Mannheimer och är far till Joakim Mannheimer (1959–2006) och Anna Mannheimer samt farbror till Clara Mannheimer.

## Utmärkelser
- Chalmersmedaljen,  2004

[Redigera Wikidata]